# Robert Rodriguez
Robert Anthony Rodriguez (San Antonio, Texas, 20 de juny de 1968) és un director, productor i guionista de cinema estatunidenc. Fundà, a més, el grup de rock mexicà Chingon.

## Biografia
Va néixer i es va criar a San Antonio (Texas), i de ben petit mostrà interès en la creació de dibuixos animats i pel·lícules, aficions a les quals dedicava la major part del seu temps. Anys després, la seva vocació esdevingué professió i el 1992 la seva primera pel·lícula, El mariachi, el va convertir en un dels director més populars de cinema independent de baix pressupost. A partir de llavors la seva carrera es convertí en la referència per molts joves cineastes somniadors. Entre els llargmetratges que ha produït, escrit i/o dirigit destaquen Desperado (1995), Obert fins a la matinada (1996), The Faculty (1998), Spy Kids (2001) i el segment Planet Terror de Grindhouse (2007).

## Filmografia

### Director
- Bedhead (1991)
- El mariachi (1992)
- Four Rooms (1995) (capítol "The Misbehavers")
- Desperado (1995)
- Obert fins a la matinada (1996)
- The Faculty (1998)
- Spy Kids (2001)
- Spy Kids 2: Island of Lost Dreams (2002)
- El mexicà (Once Upon a Time in Mexico) (2003)
- Spy Kids 3-D: Game Over (2003)
- Les aventures de Sharkboy i Lavagirl (The Adventures of Sharkboy and Lavagirl 3-D) (2005)
- Sin City (2005)
- High Hopes (2006)
- Grindhouse (2007) (capítol "Planet Terror") (A Catalunya, els dos capítols de la pel·lícula s'estrenaren per separat)
- Machete (2010)
- Spy Kids: All the Time in the World (2011)
- Machete Kills (2013)
- Sin City: A Dame to Kill For (2014)
- Alita: Battle Angel (2018)
- Red 11 (2019)
- We Can Be Heroes (2020)
- 100 Years: The Movie You Will Never See (2115)